# 틸란드시아 우스네오이데스
수염틸란드시아(Tillandsia usneoides)는 스페인 이끼(Spanish moss)라고도 불리며, 흔히 열대, 아열대 기후의 큰 나무에 붙어 자라는 멕시코, 버뮤다 제도, 바하마, 중앙아메리카, 남아메리카, 미국 남부, 프랑스령 폴리네시아, 서인도제도 원산의 착생현화식물이며 오스트레일리아의 퀸즐랜드주에도 토착화되었다. 프랑스령 폴리네시아에서는 "할아버지 수염 grandpas beard"이라고 알려져있다. 이 식물이 제일 잘 알려져있는 미국에서는 동쪽으로는 플로리다에서 서쪽으로는 텍사스와 아칸소 남부에 이르는 미국 동남부의 저지대, 늪, 사바나의 남부생참나무와 낙우송 위에서 발견된다.
이 식물의 종명 usneoides는 "송라를 닮은"을 의미하며, 겉보기에는 소나무겨우살이로도 알려진 이 균류를 확실히 닮았지만, 수염틸란드시아는 이끼도 지의류도 아니다. 이 식물은 나뭇가지에 걸려서 다소의 그늘을 파고 들어오는 쨍쨍한 햇빛을 받아 자라는 파인애플과의 현화식물이다. 이 식물은 이전에는 Anoplophytum, Caraguata,  Renealmia라는 속들에 분류되었다. 자연적인 서식 범위의 최북단은 버지니아주 노샘프턴 카운티이며, 식민지 시절에는 메릴랜드주 남부에도 존재한다고 기록되었지만 현존하지는 않는다.  주요 서식범위는 미국 남동부와 푸에르토 리코에서 아르헨티나에 이르는 기후가 충분히 따듯하고 평균습도가 상대적으로 높은 지역이다. 이 식물은 하와이와 호주 등의 기후가 비슷한 아메리카 외의 지역에도 전파되었다.

## 묘사
이 식물은 가는 줄기에, 얇고 곱슬곱슬하며 비늘 모양 트리콤(en:Trichome)이 빽빽하게 난 길이 2-6cm, 너비 1mm의 이파리로 구성되어있으며, 서로 얽혀들어 아래로 6m까지 늘어질 수 있다. 이 식물은 공기뿌리(:en:aerial root)가 없으며 갈색, 초록색, 노란색, 회색 꽃들은 작고 눈에 잘 띄지 않는다. 이 식물은 씨앗으로도, 영양생식으로도 자손을 남길 수 있으며, 후자의 경우 부는 바람에 의해 떨어져나가 나무줄기에 달라붙은 일부분으로 인해, 또는 새들이 둥지 재료로 사용하기 위해 수염틸란드시아를 뜯어서 가져감으로써 이루어진다.

## 생태

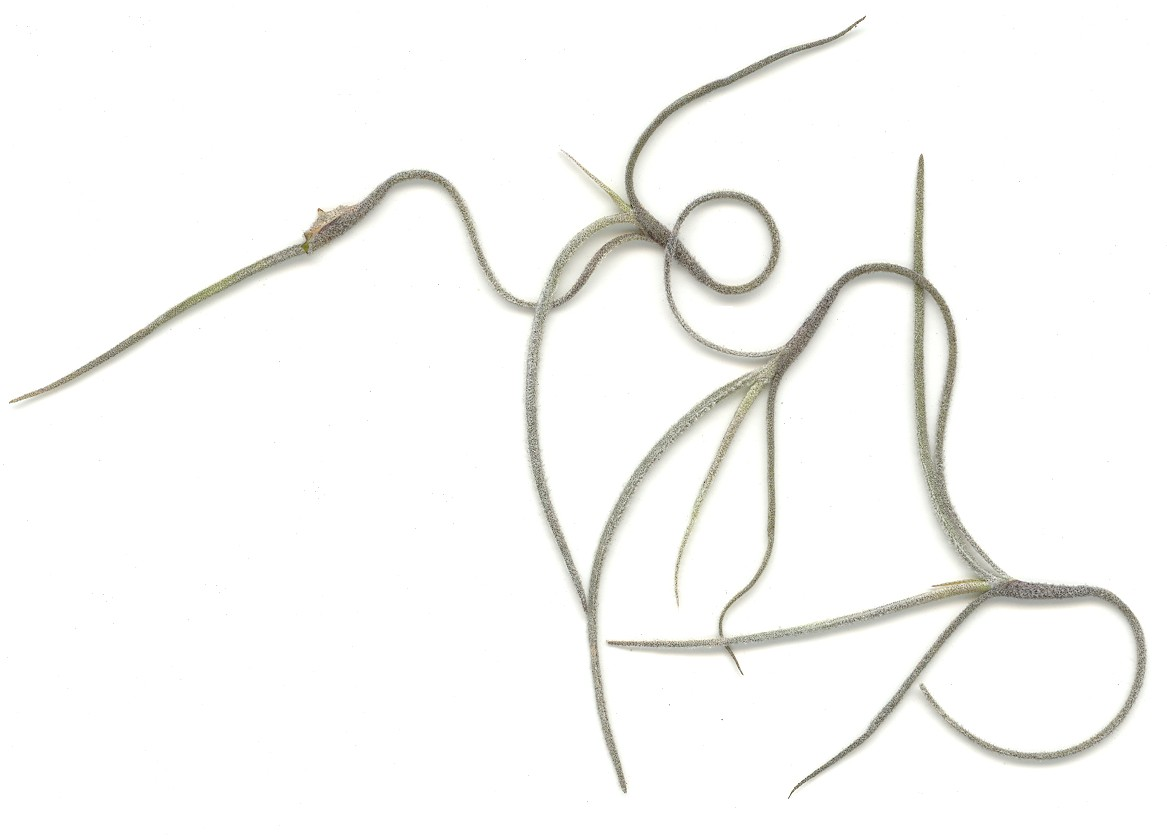
가까이에서 찍은 수염틸란드시아

수염틸란드시아는 공기와 강우에서 영양과 수분을 흡수하는 착생식물이다.
착생하는 나무를 죽이는 일은 거의 없지만, 때때로 지나치게 두터워져서 나무의 잎이 햇빛을 제대로 받지 못하게 막아 성장을 저해하기도 한다.
이 식물은 미국 남부에서는 남부생참나무(:en:Quercus virginiana)와 낙우송에 자라는 것을 선호하는 경향을 보여주는데, 이 나무들은 이파리의 칼슘, 마그네슘, 칼륨, 인 등의 미네랄 침출량이 높아 풍부한 영양분을 얻을 수 있기 때문이다. 하지만 수염틸란드시아는 미국풍나무(:en:Liquidambar styraciflua), 배롱나무(en:Lagerstroemia), 여타의 참나무, 소나무 등의 다른 나무들에도 착생할 수 있다.
수염틸란드시아는 쥐뱀(:en:rat snake), 세 종의 박쥐 등의 다양한 동물들의 쉼터가 된다. 틸란드시아깡충거미(:en:Pelegrina tillandsiae)라는 깡충거미는 수염틸란드시아에서만 발견된다. 털진드기는 수염틸란드시아에도 서식할 거라고 널리 추측되었지만, 한 연구에서 수천 종의 다른 절지류들이 식별되는 와중에도 발견되지 않았다.

## 문화와 민속
수염틸란드시아는 미국에서는 플로리다주, 조지아주, 사우스캐롤라이나주, 루이지애나주, 미시시피주, 노스캐롤라이나주, 버지니아주 남극단, 동부(:en:East Texas)와 남부(:en:South Texas) 텍사스, 앨라배마주와 같은 남부 아열대 지역에서 자라는 경향이 있어서, 남부 고딕 그림, 디프사우스 문화와 자주 연관된다.
수염틸란드시아의 유래에 대한 이야기로 "지금까지 살았던 사람들 중에서 제일 심술궂은 사나이 The Meanest Man Who Ever Lived"가 있다. 어느 남자의 백발이 아주 길게 자라나 나무에 걸렸다.
수염틸란드시아는 19세기에 하와이에 도입되었으며, 관상(:en:Ornamental plant), 레이(:en:Lei (Hawaii))용으로 인기 있는 식물이 되었다. 이 식물은 하와이에서는 하와이(:en:Hawaiian mythology)의 여신 펠레(:en:Pele (mythology))의 이름을 따서 "펠레의 털(Pele's hair)"이라고 흔히 부른다. "펠레의 털"은 섬유형 화산유리를 지칭할 때도 사용된다.

## 쓰임새
수염틸란드시아는 건물 단열, 뿌리덮개, 포장재, 매트리스 내용물, 섬유 등의 다양한 용도로 활용되어 왔으며 1900년대 초에는 차 시트의 충전재로도 쓰였다. 1939년에는 10,000톤 이상의 가공된 수염틸란드시아가 생산되었다. 오늘날에는 예술이나 공예, 아니면 꽃정원에 사용할 깔짚, 또는 전통적인 벽 마감 물질인 부시야쥬(en:bousillage)에 첨가할 목적으로 소량 생산된다. 라틴 아메리카의 어떤 지역과 루이지애나주에서는 그리스도 성탄화(:en:Nativity scene)에 사용된다.
건조된 수염틸란드시아는 미국 남서부의 사막지대에서 증발식 냉각기를 만드는 데 사용된다. 이는 주택과 사무실을 에어컨보다 훨씬 저렴하게 냉방시킬 수 있다. 펌프가 수염틸란드시아로 만든 패드 위에 물을 쏘면 선풍기가 뿜어내는 바람이 패드를 통과하여 건물로 흐르는데, 이 때 패드의 물이 증발하면서 공기를 냉각시켜 건물을 냉방하게 된다.

## 재배
수염틸란드시아는 대한민국의 넷상에서는 정확한 정보를 찾기 쉽지 않아, 기르기 쉽지 않다. 수염틸란드시아는 확실하게 통풍을 시켜주지 않으면 말라죽기 쉬우며, 대부분의 틸란드시아처럼 물이 오랫동안 마르지 않으면 썩어버린다. 국내에서 유통되는 틸란드시아 이오난사 등의 다른 틸란드시아처럼, 물을 줄 때는 분무기로 뿌려줄 수도 있지만 물에 아예 한두시간 정도 푹 담그는 것이 좋다. 중요한 것은 물을 준 이후에는 확실하게 말려야 한다는 것이다. 지나치게 뭉쳐있으면 내부에 공기가 통하지 않는 부분이 썩어버리므로, 공기가 통하도록 적당히 매만져주는 것이 좋다. 국내에서는 주로 공기정화에 뛰어난 식물로 각광받고 있다. 성장속도가 빨라서 관리만 잘 하면 가을 쯤이면 부쩍 불어난다.
대한민국에서는 코코넛이나 화분 같은 큼지막한 물체에 매달아 판매하는 경우가 많은데, 환기 불량과 햇빛 부족의 원인이 되어 상태가 악화되는 경우가 흔하므로 옷걸이나 철사 같은 가느다란 물체에 매다는 게 이상적이다.
대한민국의 기후에 적합한 식물은 아니나, 추위에는 강하여 7도까지의 추위를 견디고, 하루를 넘지 않는다면 0도까지의 온도에서도 냉해를 입지 않는다.

## 갤러리

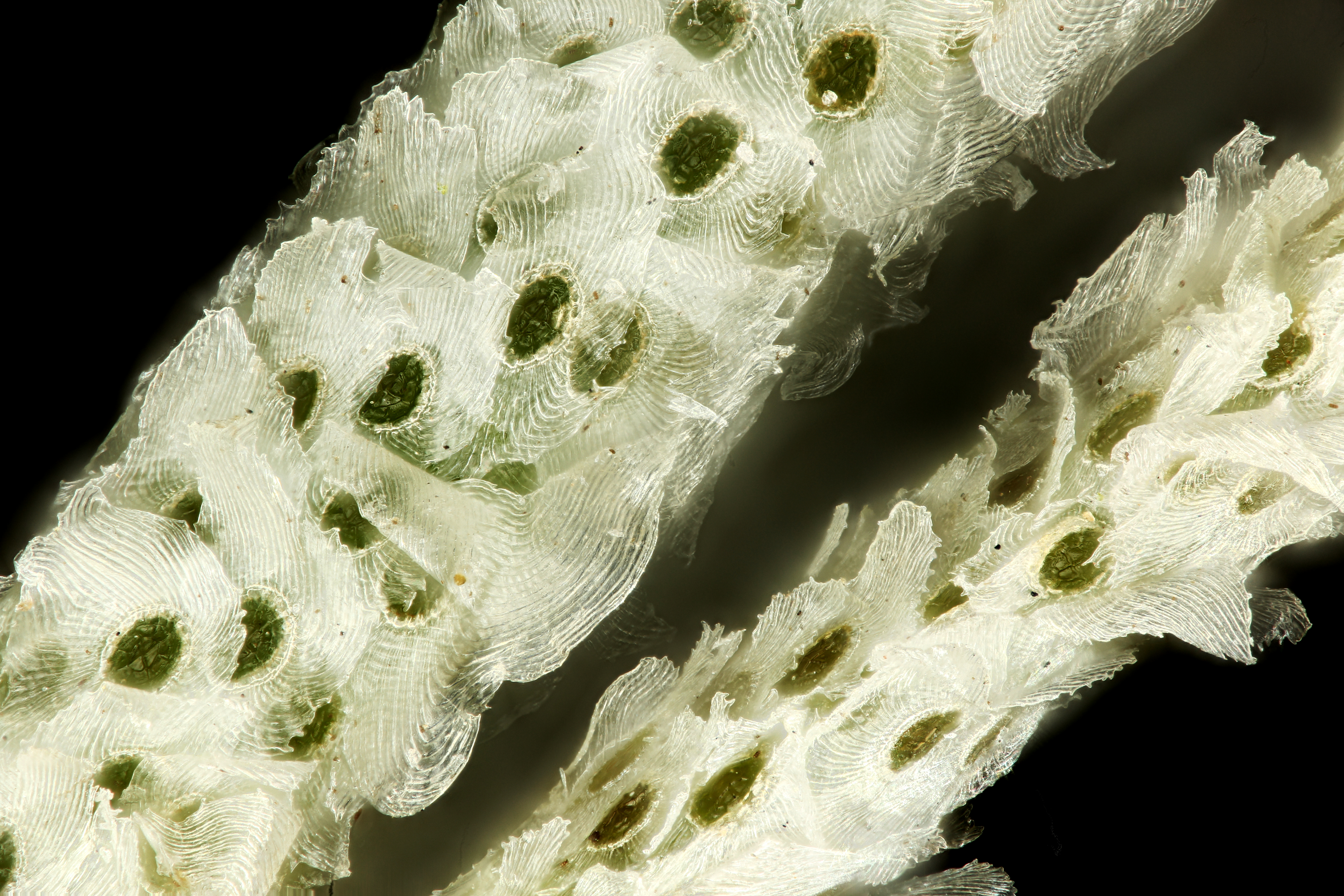
20배 확대한 수염틸란드시아. 비늘같이 생긴 트리콤이 보인다.
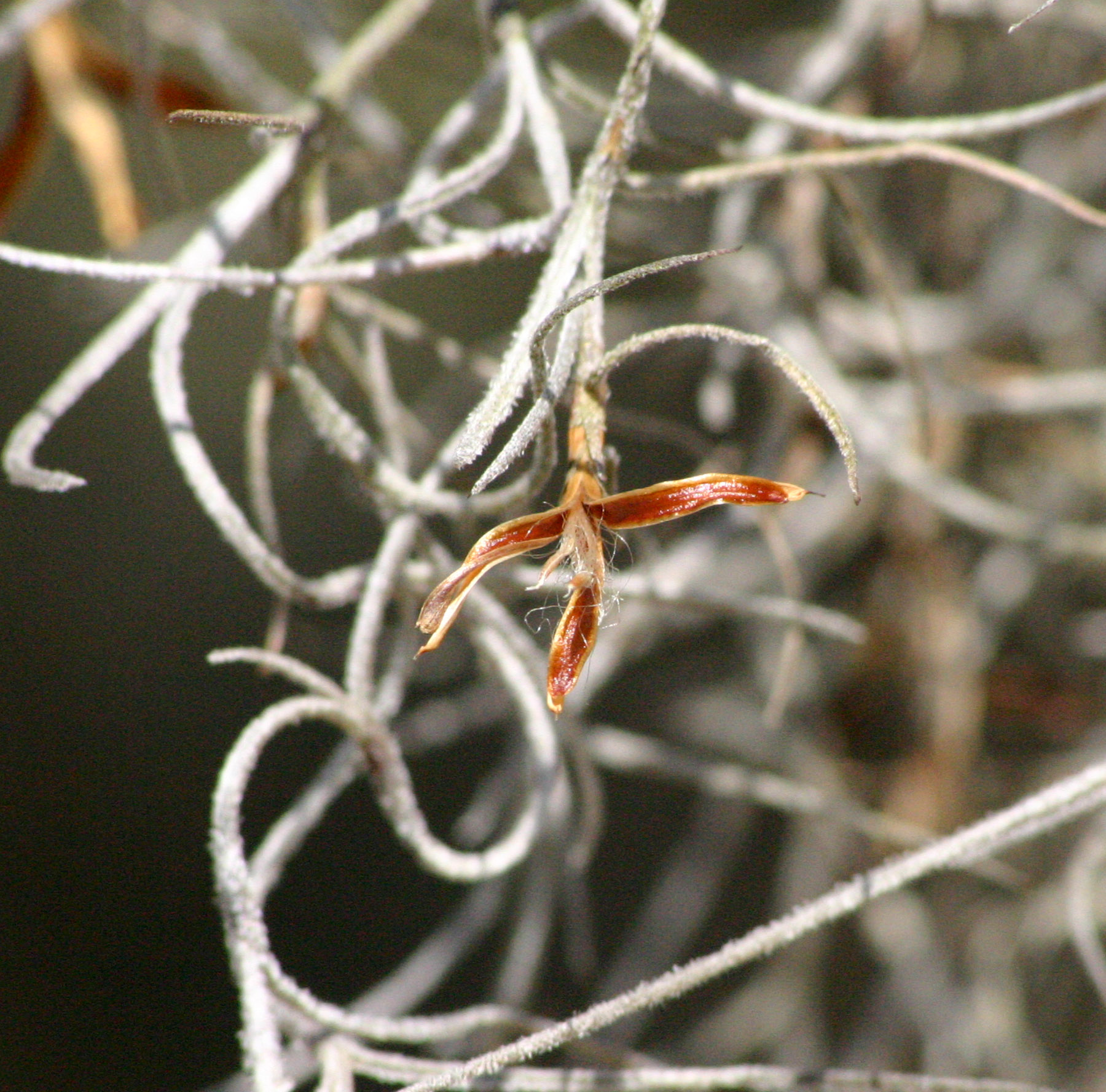
남캐롤라이나주 산티국립야생생물보호구역의 삭이 열린 수염틸란드시아
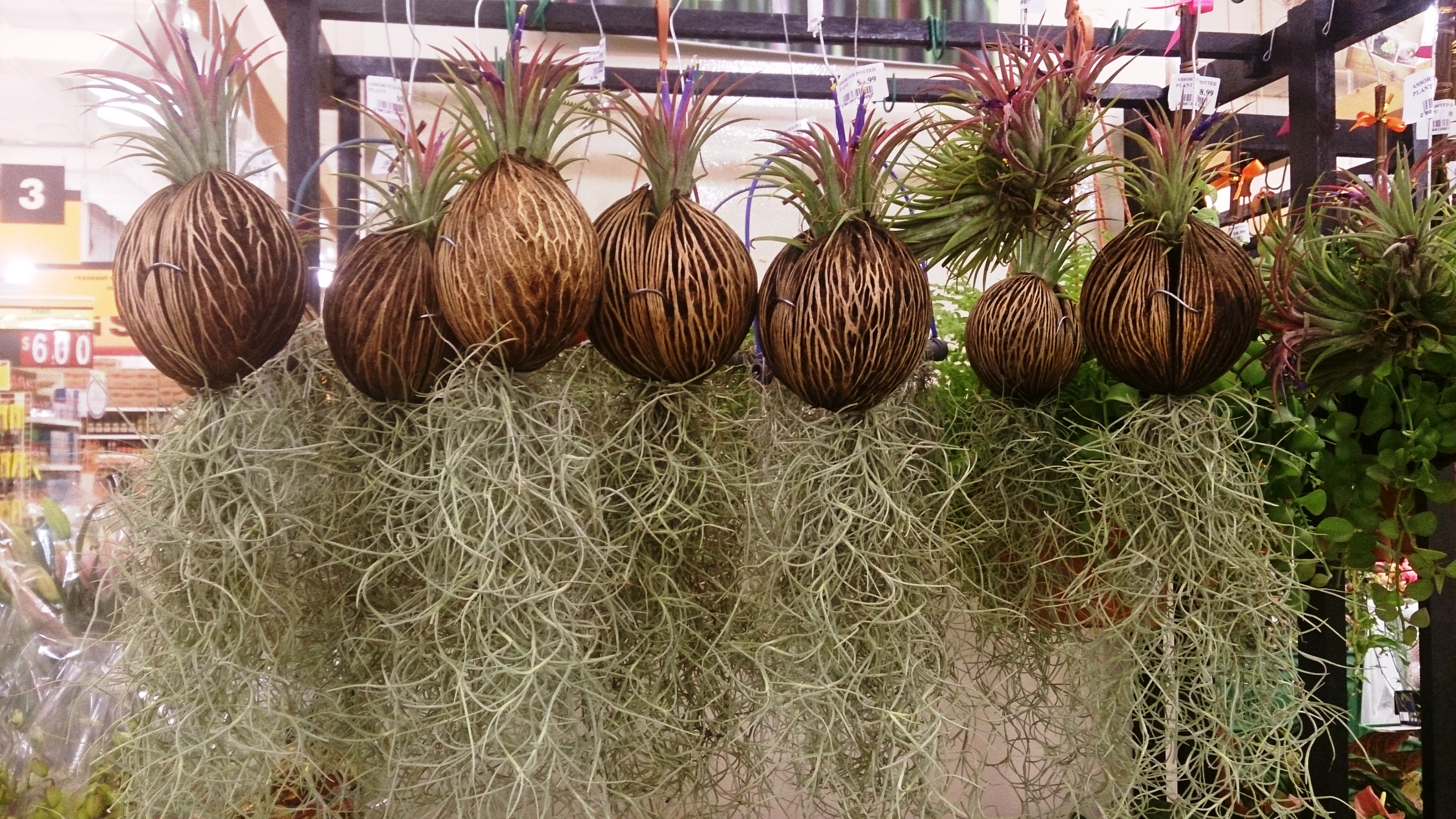
싱가포르의 수퍼마켓에서 판매하는 수염틸란드시아
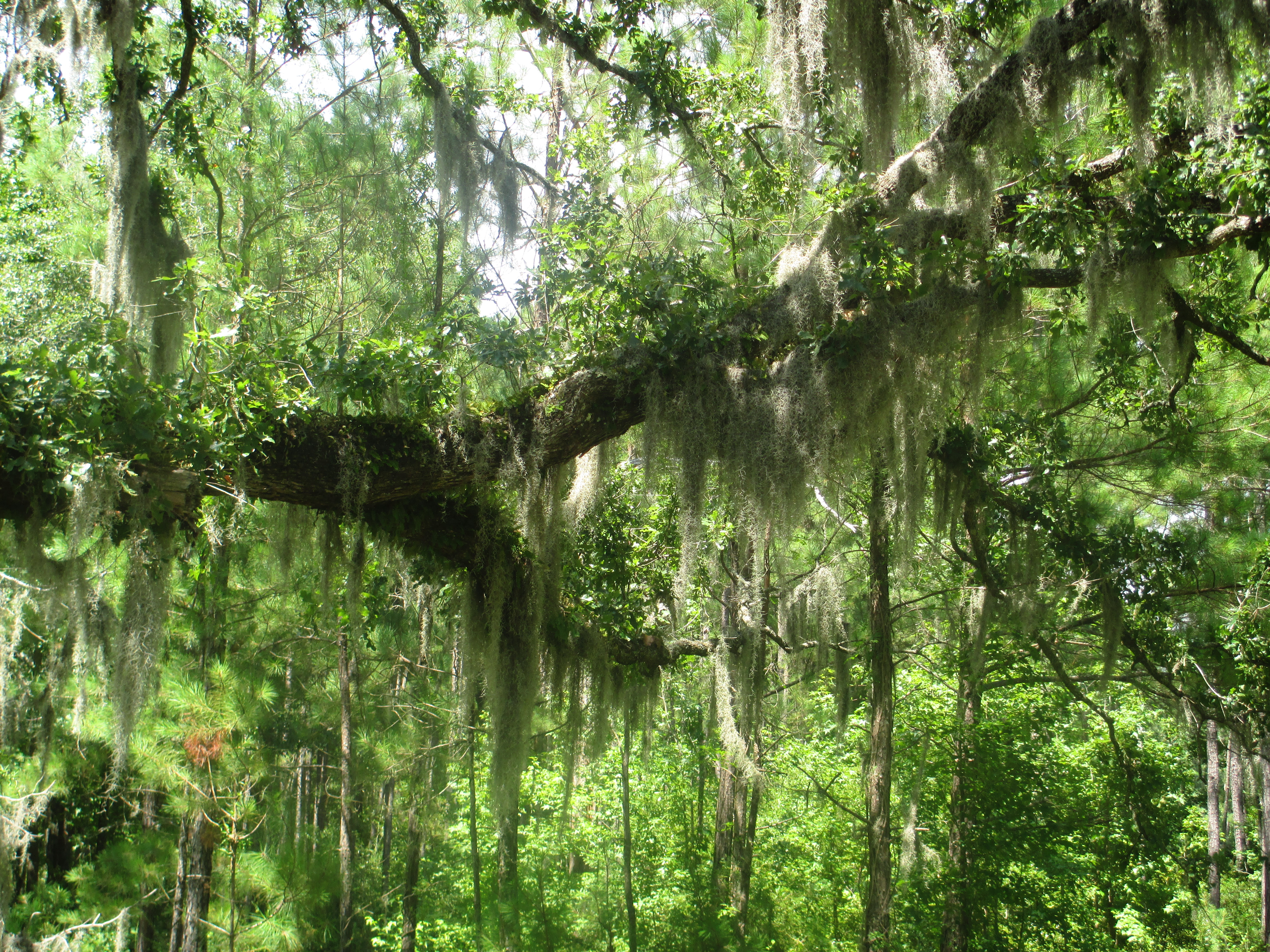
노스 캐롤라이나 펜더 카운티의 무어스크리크국립전적지에서 촬영한 수염틸란드시아
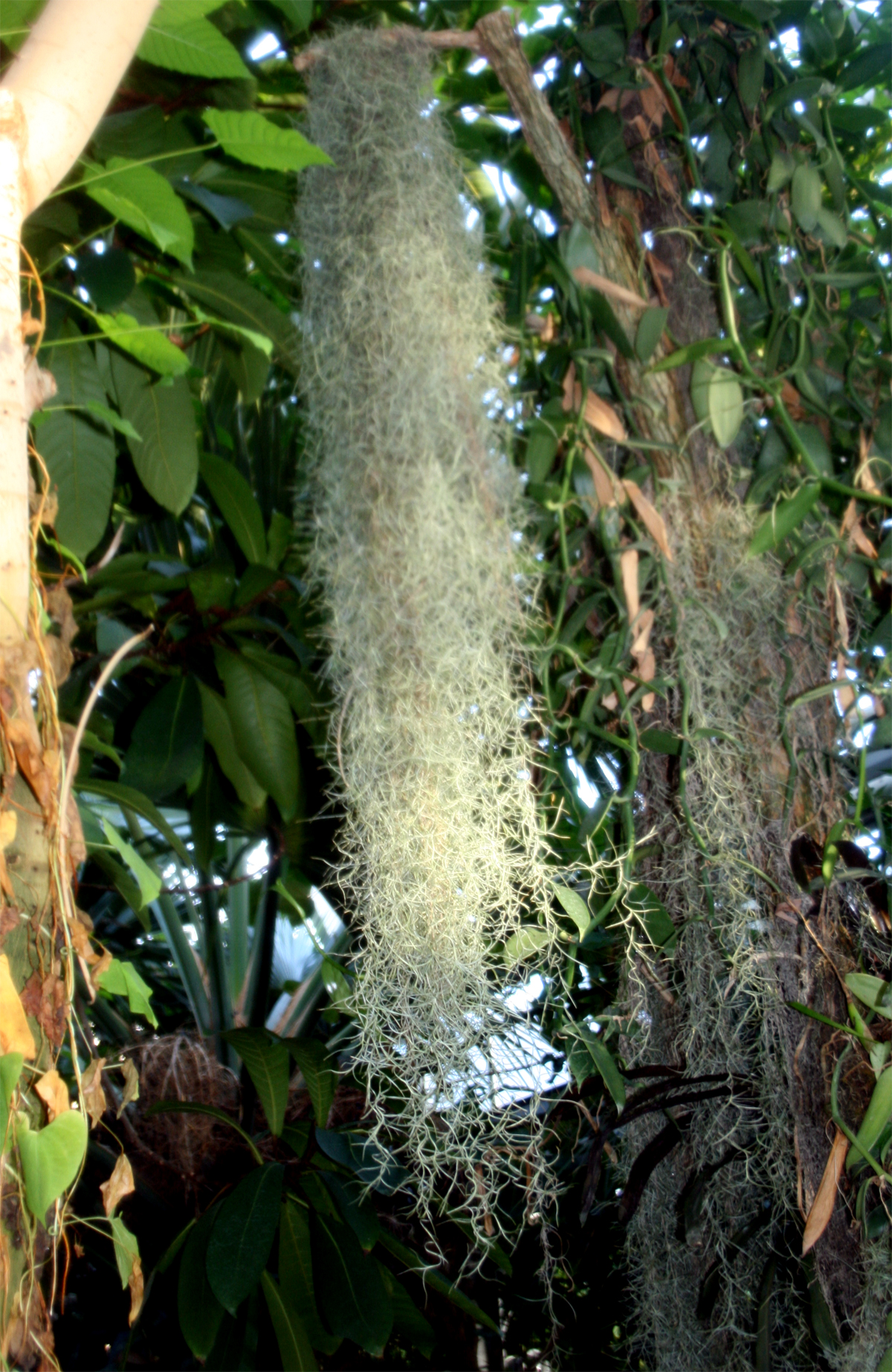
프라하의 식물정원에서 촬영한 수염틸란드시아

## 재배품종
- Tillandsia 'Maurice's Robusta'[20]
- Tillandsia 'Munro's Filiformis'[21]
- Tillandsia 'Odin's Genuina'[22]
- Tillandsia 'Spanish Gold'[23]
- Tillandsia 'Tight and Curly'[24]

## 교잡종
- Tillandsia 'Nezley' (Tillandsia usneoides × mallemontii)[25]
- Tillandsia 'Kimberly' (Tillandsia usneoides × recurvata)[26]
- Tillandsia 'Old Man's Gold' (Tillandsia crocata × usneoides)[27]